# Троицкий собор (Архангельск)
Свято-Троицкий собор — утраченный православный собор в Архангельске.

## Описание

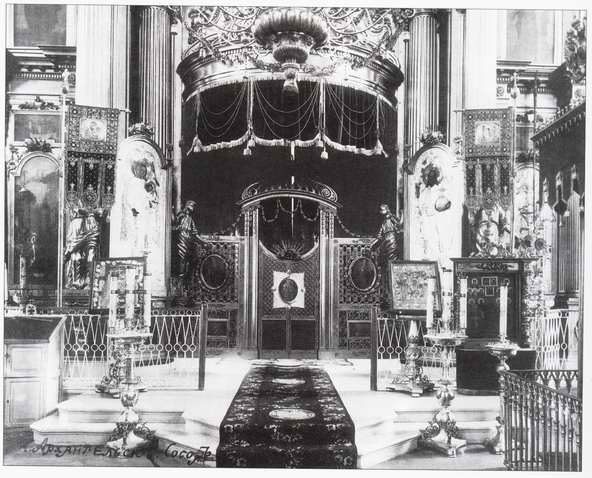
Алтарь, фотография 1909 года

Двухэтажный собор, построенный в «византийском» стиле. Ширина собора 25 метров, длина 47 м, высота от основания до верха креста центральной из пяти глав — 51 м. Снаружи над двухэтажными апсидами располагались две большие фрески, изображающие библейские сюжеты — «Явление Аврааму трех странников» и «Чудо Архистратига Михаила в Хонех».
С западной стороны от храма располагалась трапезная. Четыре придела, на верхнем этаже располагалась Свято-Троицкая церковь с приделом Преображения. Пятиярусный иконостас с образами, написанными мещанином из Великого Устюга Василием Холмогорцевым. Рядом с собором располагалась каменная многоярусная колокольня (1773 года постройки). Собор проектировал холмогорский мастер Евграф Алексеевич Либеровский (по другим сведениям, Фёдор Либеровский).

## История

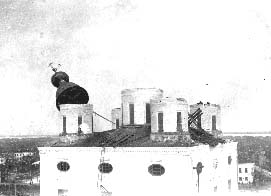
Разрушение собора, 1929 год

Заложен 11 (22) октября 1709 года. В 1716 году освятили нижний, зимний храм, после чего строительство остановилось, так как в 1714 года Пётр I выпустил указ, согласно которому каменное строительство, в том числе и культовых зданий, было запрещено везде, кроме Санкт-Петербурга.
Собор был достроен более чем через полвека и освящён 18 (29) апреля 1765 года.
13 сентября 1928 года было принято решение о сносе, и в 1929 году здание было разрушено. В 1929—1931 гг. из добытого путем разборки Свято-Троицкого храма кирпича построен Архангельский театр драмы имени М. В. Ломоносова. Согласно историческим планам кафедральный собор располагался на месте нынешней площади перед фасадом театра. Обращенная к Двине трапезная собора заходила на южную часть современного зрительского фойе. Отдельно стоящая колокольня была расположена юго-западнее трапезной — на красной линии Набережной Северной Двины. Алтарная часть собора с тремя апсидами и фресками на восточном фасаде была обращена к перекрестку Троицкого проспекта и Соборной улицы.
23 августа 2009 года Патриарх Московский и всея Руси Кирилл совершил Божественную литургию на месте разрушенного в 1929 году Свято-Троицкого кафедрального собора, в богослужении участвовало более 12 тысяч человек